# 메릴린 히키

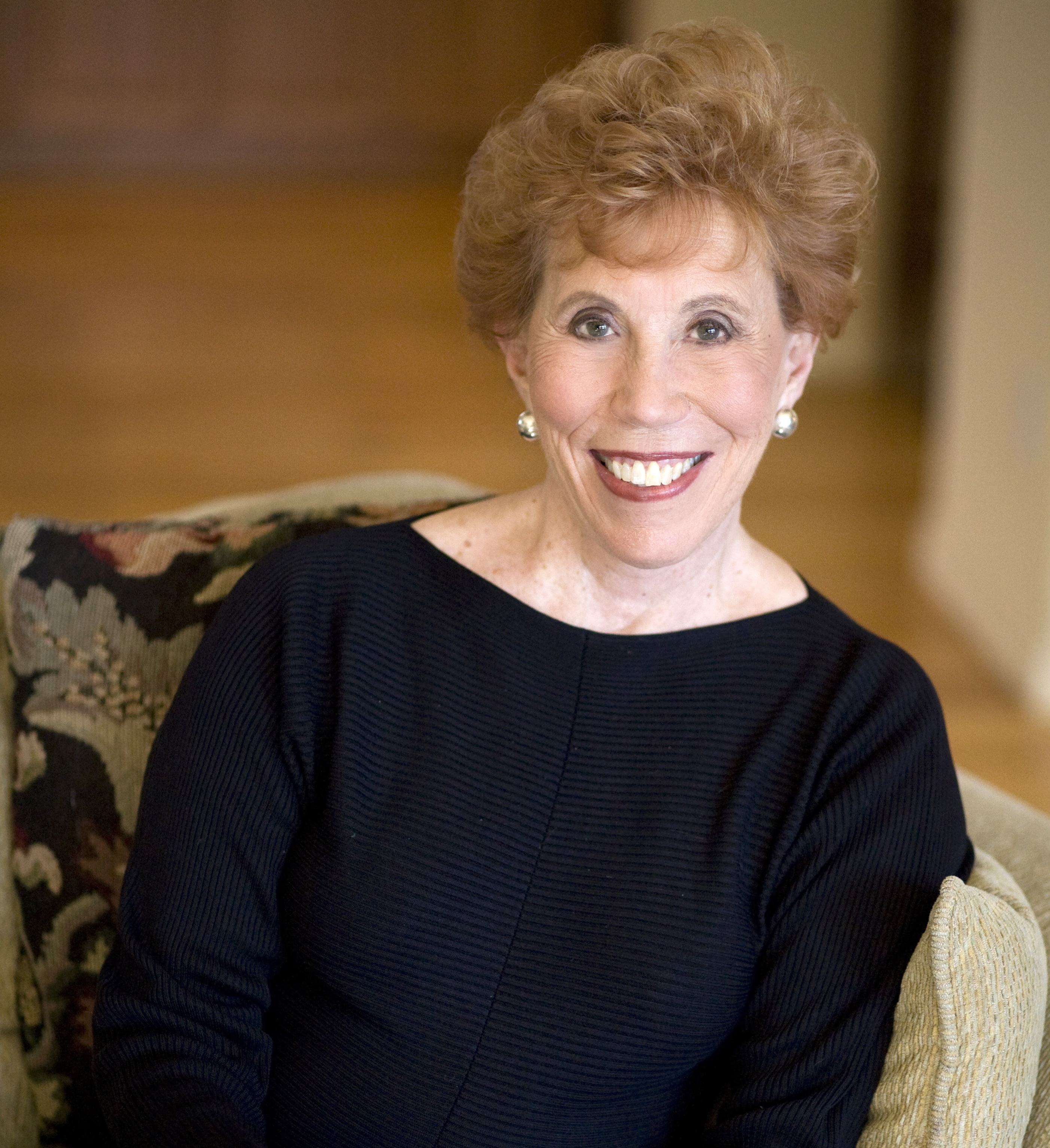
메릴린 히키

메릴린 히키(Marilyn Hickey, 1931 ~)는 메릴린 히키 미니스트리(Marilyn Hickey Ministries)의 창립자이자 대표이다. 남편은 월리스 히키(Wallace Hickey) 목사다.

## 저서
- 『가계에 흐르는 저주를 끊어야 산다』
- 『가계에 흐르는 저주를 축복으로 바꾸시는 하나님』
- 『실패의 자리에서 일어서라』
- 『Watcher-당신은 예수님의 재림에 준비되어 있습니까』
- 『금식과 기도』
- 『용서의 능력』
- 『거듭남과 성령충만』
- 『기도의 능력』
- 『하나님의 인격클리닉』
- 『하늘의 징조』
- 『금식기도의 능력』
- 『축복된 삶을 즐겨라』
- 『365일 말씀과 기도』

## 같이 보기
- 변증학
- 순복음
- 오순절주의